# Standard aperto
Uno standard aperto (dall'inglese: open standard) è uno standard disponibile al pubblico con diversi diritti ad esso associati e con diverse proprietà con cui è stato progettato (es. processo aperto).

## Descrizione
I termini "aperto" e "standard" assumono una serie di diversi significati a seconda del loro uso.
C'è un certo numero di definizioni di standard aperti che enfatizza diversi aspetti dell'essere aperto ("openness"), includendo anche i risultati di specifiche, l'apertura ai processi di bozze, e la proprietà dei diritti nello standard.
Il termine standard invece è talvolta ristretto a tecnologie approvate da commissioni formalizzate che sono aperte alla partecipazione di tutte le parti interessate e opera con un consenso di base.
La definizione usata dal mondo accademico, dall'Unione europea e da membri del governo o dei parlamenti di stati come Danimarca, Francia e Spagna preclude che gli standard aperti richiedano tasse sull'uso, come per i governi della Nuova Zelanda, del Sudafrica e del Venezuela.
Da parte dell'organizzazione dello standard, il W3C assicura che le sue specifiche siano implementate libere da royalty.
Le molteplici definizioni del termine standard permettono ai detentori di brevetti di imporre "in modo ragionevole e non discriminatorio" delle royalty e altri termini di licenza a chi implementa tali standard.
Per esempio, le regole per gli standard pubblicati dai più grandi enti di standardizzazione come IETF, ISO, IEC, e ITU-T concedono il permesso che i loro standard contengano specifiche la cui implementazione richiederà un pagamento di una tassa per il brevetto.
Tra queste organizzazioni solo IETF e ITU-T si riferiscono esplicitamente ai loro standard come standard aperti mentre gli altri si riferiscono solamente a standard.
Il termine standard aperto è anche a volte associato all'open source (sorgente aperto/risorsa aperta) con l'idea che uno standard non è veramente aperto se non sono disponibili pubblicamente le specifiche con cui è stato progettato e successivamente implementato.
Ci si riferisce a formati aperti per gli standard aperti che specificano tali formati.
Molte specifiche a cui si fa talvolta riferimento come standard sono proprietarie e disponibili solamente sotto termini di contratto restrittivi da organizzazioni che possiedono il diritto di proprietà (Copyright) sulle specifiche.
Questa tipologia di specifiche non è considerata pienamente aperta.

## Esempi di standard aperti

### Sistema
- L'architettura del World Wide Web specificata da W3C[1]

### Hardware
- Industry Standard Architecture (ISA) (una specifica di IBM per l'attacco di schede to ai pc con architettura IBM, successivamente standardizzata da IEEE)
- Peripheral Component Interconnect (PCI) (una specifica di Intel Corporation per l'attacco di schede ai pc con architettura IBM)
- Accelerated Graphics Port (AGP) (una specifica di Intel Corporation per l'attacco di schede ai pc con architettura IBM)
- PCI Industrial Computer Manufacturers Group (PICMG) (Un consorzio industriale che sviluppa specifiche con standard aperti per le architetture dei computer)

### Formati di file
- Computer Graphics Metafile (CGM) (formato file per il 2D grafica vettoriale, grafica raster, e testo definita da ISO/IEC 8632[2])
- Hypertext Markup Language (HTML) e Extensible HTML (XHTML) (specifiche di W3C per la formattazione di documenti strutturati ad ipertesto)
- Portable Document Format (PDF/X) (una specifica di Adobe per la formattazione di documenti, poi approvata da ISO come ISO 15930-1:2001[3])
- Formato OpenDocument (ODF) (una specifica di OASIS per il formato dei documenti d'ufficio, approvato da ISO come ISO/IEC 26300)
- Office Open XML (OOXML) (una suite di formati di documenti da ufficio standardizzata da ISO/IEC as ISO/IEC 29500:2008)
- Portable Network Graphics (PNG) (un formato file di immagine bitmap  che usa la compressione dei dati senza perdita, approvata da ISO as ISO/IEC 15948:2004)
- Ogg (un file contenitore per Vorbis, FLAC, Speex (formati audio) e Theora (formato video), da Xiph.Org Foundation)

### Protocolli
- Internet Protocol (IP) (una specifica di IETF per la trasmissione di pacchetti di dati su una rete - specificatamente, IETF RFC 791)
- Transmission Control Protocol (TCP) (una specifica di IETF per l'implementazione di flussi di dati con IP - specificatamente, IETF RFC 793)
- OMA Data Synchronization and Device Management protocollo per una piattaforma indipendente sincronizzazione dei dati, specificata da The SyncML Initiative/Open Mobile Alliance
- XMPP - un protocollo aperto per la messaggistica istantanea (IM).

### Linguaggi di programmazione
- Ada, linguaggio multi-paradigma, definito da ISO/ANSI (ISO-8652:1995), insieme ad Amendment ISO/IEC 8652:1995/Amd 1:2007
- MUMPS, un linguaggio a tipizzazione dinamica, progettato originariamente per applicazioni di database in campo medico; approvato da ISO come ISO/IEC 11756:1992 e ISO/IEC 11756:1999
- C#, un linguaggio di programmazione, approvato da ISO come ISO/IEC 23270 e dalla ECMA come ECMA-334

### Altro
- Attention Profiling Markup Language (APML)
- Apdex (Application Performance Index) (specifica in modo uniforme come analizzare e fare dossier sul grado di come le prestazioni misuratee delle applicazioni software incontrano le aspettative dell'utente che lo usa.
- Application Response Measurement (ARM) (definisce un API per i linguaggi C e Java per misurare il tempo di risposta delle applicazioni di transazione, adottato dall'The Open Group)
- CD-ROM (Yellow Book) (una specifica per lo scambio di dati su CD-ROM, approvato da ISO come ISO/IEC 10149 e ECMA come ECMA-130)
- Common Information Model (CIM) (una specifica di DMTF per definire come gestire gli elementi in un ambiente IT, i quali sono rappresentati come una comune serie di oggetti e relazioni tra di loro)
- Universal Data Element Framework (UDEF) uno standard aperto di The Open Group che fornisce le fondamenta per costruire un vocabolario d'impresa che abiliti l'interoperabilità
- Pipeline Open Data Standard (PODS)
- Open Virtualization Format (OVF) - standard aperto per la creazione e la distribuzione di Applicazioni virtuali
- Fast Healtcare Interoperability Resources (FHIR) (sviluppato da HL7 per l’interoperabilità dei dati sanitari, basato su tecnologie web e API RESTful, che definisce risorse e protocolli per lo scambio di informazioni cliniche)